# Eleven Arrows
Eleven Arrows is een Namibische voetbalclub uit de stad Walvisbaai. De club staat ook bekend onder sponsornaam Konica Minolta Eleven Arrows of KM Eleven Arrows.

## Erelijst
Landskampioen
in 1991
Beker van Namibië
Winnaar in 2011; finalist in 2009